# Baël
Ne doit pas être confondu avec Baal.
Pour l’article homonyme, voir Aegle marmelos pour l'arbre fruitier.

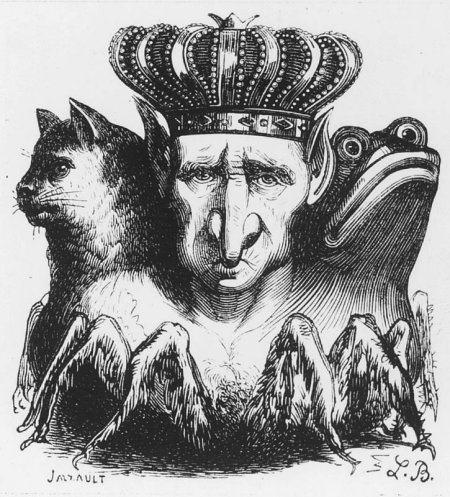
Gravure de Louis Le Breton pour l'édition de 1863 du Dictionnaire infernal.

Baël est un démon issu des croyances de la goétie, science occulte de l'invocation d'entités démoniaques. Il est parfois confondu avec la divinité Baal.
Le Lemegeton le mentionne en 1re position de sa liste de démons. Selon l'ouvrage, Bael est le roi de la partie orientale des Enfers. Il se présente sous la forme d'une créature à trois têtes, celles d'un crapaud, d'un homme et d'un chat. Il est également caractérisé par sa voix rauque. Il permet de se rendre invisible. Il commande à 66 légions infernales,.
La Pseudomonarchia Daemonum le mentionne également en 1re position de sa liste de démons et lui attribue des caractéristiques similaires, et précise qu'il peut rendre l'homme sage.

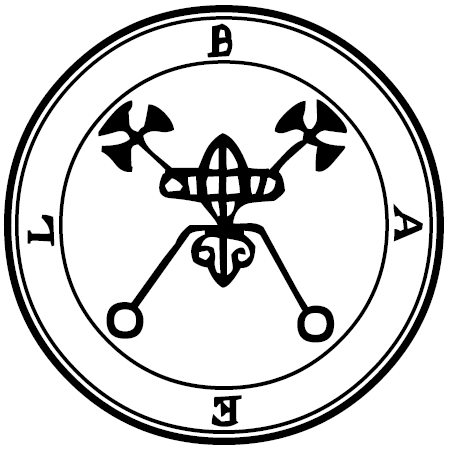
Le sceau de Bael selon Mathers.